# Azrieli Sarona
Azrieli Sarona è un grattacielo situato nel quartiere di Sarona, a Tel Aviv, in Israele. Con un'altezza di 238,5 metri e con 53 piani, è l'edificio più alto in Israele, seguito dalla Moshe Aviv Tower alta 235 metri.